# Chiesa di San Giovanni Battista (Pergine Valsugana)
La chiesa di San Giovanni Battista è una chiesa sussidiaria nella frazione di Canale a Pergine Valsugana. Risale al XIX secolo.

## Storia
La prima citazione documentale di una chiesa dedicata a San Giovanni Battista nella località di Canale è del 1826 e solo un anno dopo compare in una mappa. Tale chiesa era proprietà privata.
Dopo il primo decennio del XX secolo venne edificata una nuova chiesa, in località diversa dalla precedente, con dedicazione a Santa Maria Nascente.
La solenne consacrazione venne celebrata nel 1912 da Celestino Endrici, vescovo di Trento.
Nel primo dopoguerra, tra il 1924 ed il 1925, la chiesa venne ampliata. L'unica navata venne allungata e la facciata, rinnovata, venne costruita dal perginese Eduino Maoro sul modello della chiesa del Redentore di Pergine (che a sua volta si era ispirata a quella della basilica di San Babila, a Milano). Nello stesso periodo venne edificata anche la torre campanaria.
Ottenne dignità curiaziale nel 1947 e nel 1956 l'arcivescovo di Trento Carlo De Ferrari la elevò a parrocchia.
Dopo la costruzione di una nuova parrocchiale, nel 1971, San Giovanni Battista per diversi anni non fu più utilizzata per le funzioni religiose ma come teatro.
Nel 1986 un incendio danneggiò la copertura del tetto che venne restaurato entro l'anno successivo.
L'arcivescovo Alessandro Maria Gottardi riconsacrò nel 1987 la chiesa rinnovata e restituita al culto con la dedicazione a San Giovanni Battista.
Un ultimo e recente ciclo di restauri è stato realizzato nel 1997. Si è provveduto alla sua tinteggiata ed alla sistemazione del sagrato.